# Kasanka (Wolga)
Die Kasanka (russisch Каза́нка; tatarisch Казансу/Qazansu) ist ein 142 km langer linker Nebenfluss der Wolga in der Republik Tatarstan im europäischen Teil Russlands.

## Beschreibung
Die Kasanka entspringt im Nordosten der Autonomen Republik Tatarstan in der Nähe des Dorfes Kasanbasch und fließt zunächst in südlicher und südwestlicher Richtung. In Arsk biegt sie in eher westliche Richtungen ab und durchfließt das östliche Tatarstan.
In weiten Kurven fließt sie durch die landwirtschaftlich genutzte Landschaft und erreicht schließlich die Außenbezirke von Kasan. In Kasan beginnt der Rückstau des Kuibyschewer Stausees an der Wolga, in den die Kasanka schließlich einmündet.

## Sehenswürdigkeiten und Kultur
An der Mündung der Kasanka in die Wolga liegt der Kasaner Kreml, Sitz der Regierung Tatarstans und als bedeutendes Beispiel der Verbindung architektonischer Elemente der christlich-orthodox-russischen und moslemisch-tatarischen Baustile seit 2000 Teil des UNESCO-Weltkulturerbes.
2005 wurde im Zuge der Feiern zum 1000-jährigen Bestehen Kasans die Millenniumbrücke (russ. Мост Милленниум, tatar. Милленниум күпере/Millennium Küpere) eröffnet.
Ein 1875 entstandenes  Gemälde des russischen Landschaftsmalers Lew Lwowitsch Kamenew trägt den Titel Blick auf den Fluss Kasanka (Вид на реку Казанку).
Kasanka ist der Titel eines bekannten russischen Volksliedes und -tanzes.